# チンボラソ
チンボラソ（スペイン語: Volcán Chimborazo）は、エクアドル中央のチンボラソ県にあるアンデス山脈の火山である。首都キトから南南西に150kmの位置にある。エクアドルの最高峰であり、山頂は地球の表面上で最も地球の中心から離れた地域にある。山名は現地語で「青い雪」を意味する。

## 赤道直下の山
海抜高度で見た場合世界一高い山はエベレストであるが、赤道地域の方がエベレストのある場所（北緯28度）よりも地球の半径が大きく水面も高い。このため、標高ではチンボラソの6,268mよりエベレストのほうが約2,580m高いが、地球の中心からの距離ではチンボラソが約6,384.4km、エベレストが6,382.3kmとなり、約2.1kmチンボラソの方が離れている。しかし、海抜高度で見た場合、チンボラソは北アメリカ大陸の最高峰デナリよりは高いが、アンデス山脈最高峰アコンカグアよりは低い。安山岩－デイサイト質の成層火山で、直近の噴火は西暦400～700年の間にあったと考えられる。

## 歴史
19世紀初頭まで、地球で一番高い山だと考えられており、17世紀から18世紀にかけて、多くの人たちが登頂に挑戦している。
1802年に、南米の調査中であったアレクサンダー・フォン・フンボルトがフランス人のエメ・ボンプラン、エクアドル人のカルロス・モントゥーファル（Carlos Montúfar）らと共に登頂に挑戦している。彼らは5,875m地点まで到達したが、高山病にかかった者が何人かいたためそこで引き返している。これは、当時のヨーロッパ人が到達した最も高い地点である（インカの人々はさらに高い山に登っていた）。
最終的にこの山は、イギリスのエドワード・ウィンパーとその弟ルイス、ジーン・アントワーヌ・カレルらによって1880年に登頂された。この登頂を疑う評論家は何人かいたが、同じ年にエクアドルのダビット・ベルトランとフランシスコ・カンパーナと共に再度登頂に成功している。
　

## 水源としてのチンボラソ
チンボラソの氷河は、国内のチンボラソ県やボリーバル県の水源になっている。2005年の夏に、都市部において深刻な水不足が起こったが、これは、氷河が著しく後退したためと考えられている。フランスの研究者によれば、アンデス高地の氷河の溶ける量は加速度的に増えており、大部分は近いうちに溶けてしまうと予想される。そうなれば、キト・リマ・ラパスなどの氷河の水に依存している都市は深刻な給水問題と戦うことになる。

## 関連した作品
シモン・ボリバルはこの山に触発されて詩を書いている。

## ギャラリー
- ビクーニャ, 野生の南アメリカのラクダ[5]
- 西から見たチンボラソ
- グアヤキルから見たチンボラソ
- 日の出の山頂から見たチンボラソの影
- チンボラソの衛星画像（中央左の明るい青色、右の噴煙が見えるのはトゥングラワ）
- チンボラソの麓でのアレクサンダー・フォン・フンボルトとエメ・ボンプランを描いたフリードリヒ・ゲオルグ・ヴァイッシュ（英語版）の絵
- ルイ・レミー・ミニョー(1831-1870)の描いたチンボラソ
- フレデリック・エドウィン・チャーチ(1826-1900)の習作